# Campionats del món de ciclocròs de 1980
Els Campionats del món de ciclocròs de 1980 foren la 31a edició dels mundials de la modalitat de ciclocròs i es disputaren el 26 i 27 de gener de 1980 a Wetzikon, Zuric, Suïssa. Foren tres les proves disputades.

## Resultats
| Prova         | Or              | Plata              | Bronze               |
| Cursa elit    | Roland Liboton  | Klaus-Peter Thaler | Hennie Stamsnijder   |
| Cursa amateur | Fritz Saladin   | Andrzej Mąkowski   | Grzegorz Jaroszewski |
| Cursa júnior  | Radomír Šimůnek | Jokin Mujika       | Bernard Woodtli      |

## Classificacions

### Classificació de la prova elit
| Pos. | Ciclista           | País          | Temps           |
| ---- | ------------------ | ------------- | --------------- |
|      | Roland Liboton     | Bèlgica       | 1 h 07 min 17 s |
|      | Klaus-Peter Thaler | RFA           | + 0:19          |
|      | Hennie Stamsnijder | Països Baixos | + 0:19          |
| 4    | Albert Zweifel     | Suïssa        | + 0:22          |
| 5    | Peter Frischknecht | Suïssa        | + 1:25          |
| 6    | Erwin Lienhard     | Suïssa        | + 2:20          |
| 7    | André Geirland     | Bèlgica       | + 3:04          |
| 8    | Robert Vermeire    | Bèlgica       | + 3:43          |
| 9    | Alex Gérardin      | França        | + 4:15          |
| 10   | Gilles Blaser      | Suïssa        | + 4:36          |

### Classificació de la prova amateur
| Pos. | Cycliste             | Pays    | Temps           |
| ---- | -------------------- | ------- | --------------- |
|      | Fritz Saladin        | Suïssa  | 1 h 00 min 09 s |
|      | Andrzej Mąkowski     | Polònia | + 0:21          |
|      | Grzegorz Jaroszewski | Polònia | + 0:27          |
| 4    | Carlo Lafranchi      | Itàlia  | + 0:32          |
| 5    | Dieter Uebing        | RFA     | + 0:39          |
| 6    | Franco Vagneur       | Itàlia  | + 1:32          |
| 7    | Ueli Müller          | Suïssa  | + 1:41          |
| 8    | Ivan Messelis        | Bèlgica | + 1:56          |
| 9    | Vito Di Tano         | Itàlia  | + 2:06          |
| 10   | Paul De Brauwer      | Bèlgica | + 2:21          |

### Classificació de la prova júnior
| Pos. | Cycliste          | Pays           | Temps       |
| ---- | ----------------- | -------------- | ----------- |
|      | Radomír Šimůnek   | Txecoslovàquia | 42 min 48 s |
|      | Jokin Mujika      | Espanya        | + 0:06      |
|      | Bernard Woodtli   | Suïssa         | + 0:16      |
| 4    | Rigobert Matt     | RDA            | + 0:18      |
| 5    | Hansjörg Winkler  | RFA            | + 0:18      |
| 6    | Eric Vanderaerden | Bèlgica        | + 0:32      |
| 7    | Heinz Matschke    | RFA            | + 0:46      |
| 8    | Tadeusz Krześlak  | Polònia        | + 0:53      |
| 9    | Rudi Flierl       | RFA            | + 1:08      |
| 10   | Ernst Weidmann    | Suïssa         | + 1:34      |

## Medaller
| Pos. | País           | Or | Plata | Bronze | Total |
| 1    | Suïssa         | 1  | 0     | 1      | 2     |
| 2    | Bèlgica        | 1  | 0     | 0      | 1     |
| 2    | Txecoslovàquia | 1  | 0     | 0      | 1     |
| 4    | Polònia        | 0  | 1     | 1      | 2     |
| 5    | RFA            | 0  | 1     | 0      | 1     |
| 5    | Espanya        | 0  | 1     | 0      | 1     |
| 7    | Països Baixos  | 0  | 0     | 1      | 1     |